# Luis Barceló
Luis Ramón Barceló Amado (Traiguén, 10 de noviembre de 1953) es un abogado y político chileno que desde julio de 2021 se desempeña como miembro de la Convención Constitucional de Chile, en representación del distrito n° 21.

## Biografía
Nació en Traiguén (región de La Araucanía). A los diez años se mudó a la comuna de Mulchén. En ambas comunas, estudió en escuelas públicas. Siete años más tarde, su familia se radicó en Los Ángeles pero él, en 1972, partió a la Universidad de Chile para estudiar la carrera de derecho. Allí participó en distintas organizaciones de forma clandestina durante la dictadura militar, donde incluso fue suspendido de la casa de estudios superiores, a la que pudo regresar un par de años más tarde para terminar su carrera. En esos años ingresó a militar en el Movimiento de Izquierda Revolucionaria (MIR).
En los años 1980 fue parte activa del proceso de recuperación de la democracia junto a distinguida personalidades a nivel nacional y local. Entre los años 1983 y 1988 participó en el Partido Socialista (PS) pero fue llamado a conformar el naciente Partido por la Democracia (PPD) a nivel provincial.
Ha sido profesor de derecho civil en la sede Los Ángeles de la Universidad Bolivariana de Chile y se desempeñó como abogado del Indap.
Regresó al arena política al asumir como gobernador provincial del Biobío durante todo el segundo gobierno de Michelle Bachelet (2014-2018).
El 18 de agosto de 2021 fue uno de los fundadores del «Colectivo del Apruebo», grupo de convencionales que busca articular el trabajo de sus integrantes en la Convención Constitucional.

## Historial electoral

### Elecciones de convencionales constituyentes de 2021
- Elecciones de convencionales constituyentes de 2021, para convencional constituyente por el Distrito N° 21 (Alto Biobío, Antuco, Arauco, Cabrero, Cañete, Contulmo, Curanilahue, Laja, Lebu, Los Álamos, Los Ángeles, Lota, Mulchén, Nacimiento, Negrete, Quilaco, Quilleco, San Rosendo, Santa Bárbara, Tirúa, Tucapel y Yumbel).[6]